# Evenes kommun
Evenes kommun (norska: Evenes kommune, nordsamiska: Evenášši suohkan) är en kommun i Nordland fylke i norra Norge. Kommunens centralort är tätorten Bogen.

## Administrativ historik
Evenes kommun bildades 1884 genom en delning av Ofotens kommun. 1912 överförs ett område med 251 invånare från Trondenes kommun. 1925 delades Evenes kommun och Ballangens kommun bildades. 1964 överfördes ett obebott område till Tjeldsunds kommun.

## Tätorter
I Evenes kommun finns två tätorter:
- Bogen (centralort)
- Liland

## Socknar
Inom Norska kyrkan motsvaras Evenes kommun av Evenes socken i Ofotens prosteri i Sør-Hålogalands stift.